# Cylindromyia umbripennis
Cylindromyia umbripennis là một loài ruồi trong họ Tachinidae.